# No Place to Hide
No Place to Hide (Brasil: Sem Refúgio / Portugal: Rebel, O Insubmisso) é um filme norte-americano de 1970 dirigido por Robert Allen Schnitzer e escrito por Larry Beinhart e Louis Pastore. Sylvester Stallone é um dos protagonistas do filme.

## Sinopse
Um grupo de estudantes politicamente ativos, planejam atentado terroristas em escritórios de empresas que negociam com países latino americanos governados por ditadores. Todos os fatos ocorreram em Nova York, no final da década de 1960.

## Elenco
- Sylvester Stallone ... Jerry Savage
- Tony Page ... Tommy Trafler
- Rebecca Grimes ... Laurie Fisher
- Vickie Lancaster ... Estelle Ferguson
- Dennis Tate ... Ray Brown
- Barbara Lee Govan ... Marlena St. James
- Roy White ... William Decker
- Henry G. Sanders ... James Henderson
- Jed Mills ... Chuck Bradley
- David Orange ... Richard Scott
- Joe Kottler ... Atendente do armazém
- Linda Adana ... Professora de danças
- Laura Giammarco ... Estudante de dança
- Lillian Baley ... Estudante de dança
- Susan Glassman ... Estudante de dança